# Harris Yulin
Harris Yulin, właśc. Harris B. Goldberg (ur. 5 listopada 1937 w Los Angeles, zm. 10 czerwca 2025 w Nowym Jorku) – amerykański aktor charakterystyczny.
Za gościnny występ w roli Jerome’a Belasco w sitcomie NBC Frasier (1996) był nominowany do nagrody Emmy.

## Życiorys

### Wczesne lata
Urodził się w Los Angeles w Kalifornii w rodzinie pochodzenia żydowskiego jako syn Sylvii i Isaaca Goldbergów. Jego ojciec, dentysta pracujący w Los Angeles, nawiązał profesjonalne relacje z różnymi ludźmi w Hollywood, którzy pomogli Yulinowi w zdobyciu trenera teatralnego. Studiował na Uniwersytecie Południowej Kalifornii.

### Kariera
W 1963 zadebiutował na scenie off-Broadwayu w roli Dusta w spektaklu Następnym razem ci zaśpiewam u boku Jamesa Earla Jonesa. W 1980 po raz pierwszy trafił na Broadway jako hrabia Teck de Brancovis, mąż Marty w sztuce Lillian Hellman Straż nad Renem. W 2006 otrzymał nagrodę Lucille Lortel za reżyserię przedstawienia Podróż do Bountiful autorstwa Hortona Foote’a. W 2007 został uhonorowany nagrodą Obie za rolę Louisa Sullivana w spektaklu Dom Franka z Peterem Wellerem.
Na ekranie często wcielał się w hiper–wykształcone postacie, które działały na opak, takie jak zły doktor Berrisford w kultowym filmie Andrew Fleminga Nocne koszmary (Bad Dreams, 1988) czy dr Leeds, genetyk, który sklonował Michaela Keatona w komedii Harolda Ramisa Mężowie i żona (Multiplicity, 1996). Wystąpił w roli właściciela galerii sztuki w komedii Mela Smitha Jaś Fasola: Nadciąga totalny kataklizm (1997).

## Życie prywatne
W latach 1970–1972 był związany z Faye Dunaway. W 1975 zawarł związek małżeński z Gwen Welles, która zmarła 13 października 1993 na raka jelita grubego. 11 września 2005 ożenił się z Kristen Lowman.

## Filmografia

### Filmy
- 1975: W mroku nocy jako Marty Heller
- 1983: Człowiek z blizną jako główny detektyw Mel Bernstein
- 1987: Wyznawcy zła jako Robert Calder
- 1988: Rozprawa w Berlinie jako Bruno Ristau
- 1988: Inna kobieta jako Paul
- 1989: Pogromcy duchów II jako sędzia Stephen Wexler
- 1992: Istota sprawiedliwości (TV) jako Keneally
- 1992: Diagnoza zbrodni jako prokurator
- 1994: Stan zagrożenia jako 	James Cutter
- 1995: Wyspa piratów jako Czarny Harry
- 1995: Klub Baby-Sitters jako Harold
- 1996: Mężowie i żona jako dr Leeds
- 1996: Sposób na Szekspira jako król Edward
- 1997: Morderstwo w Białym Domu jako generał Clark Tully
- 1997: Jaś Fasola: Nadciąga totalny kataklizm jako George Grierson
- 1999: Cradle Will Rock jako przewodniczący Martin Umiera
- 1999: Huragan jako Leon Friendman
- 2000: Million Dollar Hotel jako Stanley Goldkiss
- 2001: Bandyci jako Thaddeus Rains, prezes Rock Northern Rail Road
- 2001: Godziny szczytu 2 jako agent specjalny US Secret Service Sterling
- 2001: Dzień próby jako detektyw Doug Roselli
- 2006: Futro. Portret wyobrażony Diane Arbus jako David Nemerov
- 2010: Zbaw mnie ode złego jako dr Blake
- 2012: Drugie oblicze jako sędzia Albert Cross

### Seriale
- 1974: Kojak jako Bert Podis
- 1974: Barnaby Jones jako Porter Long
- 1975: Ironside jako Sam North
- 1975: Sierżant Anderson jako Benny Hummel
- 1975: Domek na prerii jako John Stewart
- 1977: Wonder Woman jako Mark Bremer
- 1978–1979: Jak zdobywano Dziki Zachód jako Deek Peasley
- 1984–1985: As the World Turns jako Michael Christopher
- 1985: Robert Kennedy i jego czasy jako senator Joseph McCarthy
- 1986: Cagney i Lacey jako Ross O’Brien
- 1993: Star Trek: Stacja kosmiczna jako Aamin Marritza
- 1994: Prawo i porządek jako Edward Manning
- 1996: Frasier jako Jerome Belasco
- 1996: Gdyby ściany mogły mówić jako prof. Speras
- 1997: Murphy Brown jako Szakal
- 1997: Nikita jako Gregory Kessler / Norris Gaines
- 1999: Mściciel jako sędzia Harold Wabash
- 1999–2002: Buffy: Postrach wampirów jako Quentin Travers
- 2000: Z Archiwum X jako kardynał O’Fallon
- 2002–2003: 24 godziny jako Roger Stanton
- 2005: Brygada ratunkowa jako Jonathan Turner
- 2007: Prawo i porządek: Zbrodniczy zamiar jako Thomas M. Grady Sr.
- 2007: Ekipa jako Arthur Gatoff
- 2008: Kaszmirowa mafia jako Rafe Gropman
- 2008: Na granicy prawa jako Chris Canterbury
- 2008: Prawo i porządek jako Stanley Devon
- 2009: Układy jako ojciec Claire
- 2011: Pan Am jako Henry Belsen
- 2011–2012: Nikita jako admirał Bruce Winnick
- 2015: Forever jako Eli Swier
- 2015: Czarna lista jako sir Crispin Crandall
- 2016: Figurantka jako James Whitman
- 2016–2017: Unbreakable Kimmy Schmidt jako Orson Snyder
- 2017–2018: Ozark jako Buddy Dieker
- 2018–2019: Billions jako Leonard Funt
- 2018: Murphy Brown jako prof. Talbot
- 2019: For the People jako Peter Daum
- 2019: Rozwód jako Gordon
- 2020: To wiem na pewno jako ojciec LaVie
- 2022: FBI: Most Wanted jako Grant Moore